# 롤프 M. 칭커나겔
롤프 마르틴 칭커나겔(독일어: Rolf Martin Zinkernagel, AC FAA, 1944년 1월 6일 ~ )은 스위스의 면역학자이다. 1996년에 신체 조직의 면역체계 인식과 파괴 메커니즘을 규명한 공로로 피터 C. 도허티와 함께 노벨 생리학·의학상을 수상했다.

## 수상 경력
- 1986년 : 가드너 국제상
- 1995년 : 앨버트 래스커 기초 의학 연구상
- 1996년 : 노벨 생리학·의학상

## 회원
- 1998년 : 왕립학회 외국인 회원[1]